# Министерство обороны Сингапура
Министерство обороны Сингапура отвечает за надзор за национальными нуждами обороны Республики Сингапур. Это штаб-квартира вооружённых сил Сингапура. Заявленной миссией является «укрепление мира и безопасности в Сингапуре путём сдерживания и дипломатии, в противном случае, обеспечение быстрой и решительной победы над агрессором».

## Департаменты и подразделения
- Центр стратегических коммуникационных технологий
- Консультационный центр
- Управление по вопросам политики обороны
- Департамент информации
- Военный Отдел безопасности
- Отдел по связям с общественностью
- Управление оборонных технологий и ресурсов
- Главное управление по информационным технологиям
- Центральная Кадровая база
- Национальная служба УВД
- ВВС Республики Сингапур
- ВМС Республики Сингапур
- Центр физической культуры и спорта
- Зарубежное военное отделение связи
- Штаб-квартира медицинского корпуса
- Объединённое разведывательное управление
- Совместный отдел логистики